# بلازیمون
بلیسیمون (به فرانسوی: Blasimon) یک کمون (فرانسه) در فرانسه است که در canton of Sauveterre-de-Guyenne واقع شده‌است. بلیسیمون ۲۹٫۷۶ کیلومتر مربع مساحت دارد ۷۰ متر بالاتر از سطح دریا واقع شده‌است.